# Penthimia testudinea
Penthimia testudinea är en insektsart som beskrevs av Evans 1955. Penthimia testudinea ingår i släktet Penthimia och familjen dvärgstritar. Inga underarter finns listade i Catalogue of Life.